# 2024年夏季奥林匹克运动会阿富汗代表团
2024年夏季奥林匹克运动会阿富汗代表团是阿富汗伊斯兰共和国所派出的第33届夏季奥林匹克运动会代表团。这是塔利班政权于2021年8月接管阿富汗后该国首次参加奥运，该国在该届奥运仍以“阿富汗伊斯兰共和国”的名义参赛。
塔利班自2021年重新接管阿富汗后，开始对该国女性施加包括禁止参与体育运动在内的一系列严格限制。国际奥林匹克委员会于2023年表示其对该国女性参与体育运动的形势表示“持续地非常担忧”，并称其有权采取进一步措施。
2024年6月，国际奥委会宣布阿富汗共有3名男选手和3名女选手获得邀请，参加该届奥运田径、自行车、柔道和游泳4个大项的比赛，6名选手当中仅有1名参加柔道项目的男选手居住在阿富汗境内，其余选手均居住在阿富汗境外。国际奥委会发言人马克·亚当斯（Mark Adams）在新闻发布会上表示，他们与处于逃亡状态的阿富汗伊斯兰共和国奥委会会长和秘书长之间合作已有一段时间，双方明确要组建一支性别平衡的队伍。塔利班方面不承认阿富汗代表团内的任何女选手，塔利班政府体育部门发言人称，代表阿富汗参赛的仅有3名运动员，并表示阿富汗已经禁止女性参与体育运动，因此女性不可能进入国家队。此次阿富汗代表团的全套运动装备由中国运动品牌揽胜天下提供。
与1999年国际奥委会因应塔利班禁止女性参与运动，而制裁阿富汗奥委会不同的是，此次国际奥委会仅禁止塔利班政权官员出席该届奥运，并未对以阿富汗伊斯兰共和国名义活动的该国奥委会实施任何制裁措施。
阿富汗代表团在奥运开幕式期间被排在第3位，与南非、阿尔巴尼亚、阿尔及利亚和德国共乘同一艘游船进场，田径运动员沙·馬哈茂德·努爾·查希和自行车运动员Fariba Hashimi担任代表团开幕式旗手。闭幕式旗手则由努爾·查希和另一名自行车运动员Yulduz Hashimi担任。
奥运期间，多名联合国专家致信国际奥委会，呼吁整个奥林匹克运动，包括国际单项体育组织、各国家/地区奥林匹克委员会等，加大力度及资源为阿富汗女性运动员提供支持，并采取果断行动，反对塔利班政权对阿富汗女性参与体育运动的禁令。联合国专家同时也表示，国际奥委会支持性别平衡的阿富汗代表团参加巴黎奥运是一个值得欢迎的开端，但他们仍需提供更多支持。

## 田径
阿富汗共有两名田径选手获外卡邀请，得以参加奥运。
注
- 径赛运动员的预赛、第一轮、复活赛和半决赛排名是该运动员所在小组的排名，而非总排名
- 田赛以及全能项目田赛部分的所有成绩均以（m）为单位
- Q = 直接晋级至下一轮
- q = 径赛：因在所有未直接晋级选手中成绩靠前而获得剩下的晋级名额；田赛：未达到晋级标准成绩但总排名靠前

径赛和公路赛
| 运动员                | 项目        | 预赛     | 预赛 | 第一轮 | 第一轮 | 半决赛 | 半决赛 | 决赛   | 决赛   |
| 运动员                | 项目        | 成绩     | 排名 | 成绩   | 排名   | 成绩   | 排名   | 成绩   | 排名   |
| --------------------- | ----------- | -------- | ---- | ------ | ------ | ------ | ------ | ------ | ------ |
| 沙·馬哈茂德·努爾·查希 | 男子100公尺 | 10.64 NR | 4    | 未晋级 | 未晋级 | 未晋级 | 未晋级 | 未晋级 | 未晋级 |
| 卡米亞·尤蘇菲         | 女子100公尺 | 13.42    | 9    | 未晋级 | 未晋级 | 未晋级 | 未晋级 | 未晋级 | 未晋级 |

## 自行车

### 公路赛
两名阿富汗女子公路自行车运动员获特别邀请，得以参加奥运，这是阿富汗历史上首次参加奥运自行车项目。
| 运动员        | 项目           | 时间     | 排名 |
| ------------- | -------------- | -------- | ---- |
| 法里巴·哈希米 | 女子公路赛     | 4:10:47  | 75   |
| 尤杜茲·哈希米 | 女子公路赛     | DNF      | DNF  |
| 尤杜茲·哈希米 | 女子个人计时赛 | 44:29.13 | 26   |

## 柔道
阿富汗有一名柔道运动员获外卡邀请，得以参加奥运。
| 运动员                      | 项目         |           |                                   |           |           | 半决赛    | 复活赛    | 决赛/铜牌赛 | 决赛/铜牌赛 |
| 运动员                      | 项目         | 对手 比分 | 对手 比分                         | 对手 比分 | 对手 比分 | 对手 比分 | 对手 比分 | 对手 比分   | 排名        |
| --------------------------- | ------------ | --------- | --------------------------------- | --------- | --------- | --------- | --------- | ----------- | ----------- |
| 法伊茲·扎達·穆罕默德·薩米姆 | 男子81公斤级 | 轮空      | 博爾查什維利（奥地利） · 负 00–11 | 未晋级    | 未晋级    | 未晋级    | 未晋级    | 未晋级      | 未晋级      |

## 游泳
阿富汗有一名游泳运动员获外卡邀请，取得奥运参赛资格。
注
- Q = 晋级至下一轮

| 运动员        | 项目             | 预赛  | 预赛 | 半决赛 | 半决赛 | 决赛   | 决赛   |
| 运动员        | 项目             | 时间  | 排名 | 时间   | 排名   | 时间   | 排名   |
| ------------- | ---------------- | ----- | ---- | ------ | ------ | ------ | ------ |
| 法希姆·安瓦里 | 男子50公尺自由泳 | 27.14 | 63   | 未晋级 | 未晋级 | 未晋级 | 未晋级 |